# Armand-Constant Tellier
Pour les articles homonymes, voir Tellier.
Armand-Constant Tellier, né le 13 février 1755 à Laon, mort le 1er jour complémentaire de l'an III (17 septembre 1795) à Chartres, est un homme politique de la Révolution française.

## Biographie
Le 17 août 1784, il épouse une Parisienne, Geneviève Victoire Le Jay, fille de François Le Jay, ancien notaire au Châtelet de Paris (failli) et Elisabeth Brigide Deshayes.
Tellier, alors avocat du roi au bailliage de Melun, en est élu représentant du tiers-état aux États-généraux de 1789. Il vote en faveur du rattachement du Comtat Venaissin à la France et en faveur de l'égalité entre les hommes libres de couleur et les blancs. 
En septembre 1792, Tellier est élu député du département de la Seine-et-Marne, le troisième sur onze, à la Convention nationale. 
Lors du procès de Louis XVI, il vote la mort et rejette l'appel au peuple et le sursis. Il s'abstient de voter lors de la mise en accusation de Jean-Paul Marat, déclarant qu'il « refuse de voter avant la discussion ». Il vote contre le rétablissement de la Commission des Douze. 
Envoyé en mission à Chartres sous la Terreur, il s’y trouve confronté à de graves émeutes de subsistance.
Il se suicide en septembre 1795. C'est de son suicide qu'est née l’expression « sortir par la porte de Tellier ».